# Pierre De Mol
Pierre De Mol (in Aalst bekend als Pieter, Peter, Petrus De Mol, (Sint-Jans-Molenbeek, 7 november 1825 – Aalst (Oost-Vlaanderen), 2 juli 1899) was een Belgisch cellist, muziekpedagoog en componist.
Hij werd geboren binnen het gezin van bierhandelaar Pierre De Mol en Marie Anne van Cauwelaert. Hij is broer van Jean Remi De Mol en daarmee oom van musici François Marie De Mol, Willem De Mol, Joost De Mol en François Xavier Marie De Mol.
Hij kreeg zijn muzikale opleiding aan het Koninklijk Conservatorium Brussel om er eerste prijzen in de wacht te slepen voor contrapunt, harmonieleer en fuga. Voorts schreef hij zich driemaal in voor een Prix de Rome (compositieprijs), in 1851 was hij finalist, in 1853 haalde hij een tweede prijs (Les chrétiens martyrs) en in 1855 een eerste prijs (Le dernier d’Herculanum). Hij was cellist in het orkest van het Koninklijke Muntschouwburg, speelde in Duitsland en Frankrijk. In dat laatste land was hij onder meer tweede concertmeester een orkest in Orléans en eerste cellist van het theaterorkest van Besançon, alwaar hij ook les gaf. Een van zijn leerlingen was Émile Pierre Ratez. Eenmaal terug in België richtte hij een muziekschool op in Chimay. In 1880 aanvaardde hij het directeurschap van de Stedelijke Muziekschool van Aalst, in die stad was hij kapelmeester van de Sint-Martinuskerk, dirigent van het (koninklijke) harmonieorkest "De jonge Garde" en van het koor Sint Cecilia/De Meiboom. Na 1885 zei hij een aantal functies (waaronder die van directeur) op, maar bleef lesgeven in cello en notenleer. Niet veel later trad hij opnieuw als directeur op van de muziekschool (hij werd erebestuurder).
Zijn muzikale nalatenschap bestaat voornamelijk uit kamermuziek, andere werken:
- Les chrétiens martyrs (cantate)
- Mis
- Sainte Ceclia
- Quinten Matsys, opera waarvan de ouverture gespeeld is in de Koninklijke Munt (1853)
- Te Deum
- Le festin Balthasar
- twaalf strijkkwartetten (quatuors voor snaarspeeltuigen)

- Virtual International Authority File: 5957152744537127850003